# Гарни (храм)
Храм Гарни́ (арм. Գառնու տաճար) — армянский языческий храм, посвящённый богу солнца Михру, построенный в I веке н. э. царем Трдатом I. Находится в 28 км от Еревана в Котайкской области, в долине реки Азат, рядом с селом Гарни на территории Гарнийской крепости. Является самым известным строением и символом дохристианской Армении. 
Храм был разрушен в результате землетрясения 1679 года, но большая часть его фрагментов осталась на месте. Восстановлен в 1969–1975 годах методом анастилоза.
28 апреля 2011 года стало известно, что историко-культурный комплекс Гарни удостоен премии ЮНЕСКО-Греция 2011 имени Мелины Меркури.

## История
Крепость Гарни упоминается Тацитом в связи с событиями в Армении ещё в первой половине I в. н. э.. Следующие упоминания встречаются у армянских историков V века Фавстоса Бузанда, Егише и Мовсеса Хоренаци.
Была построена армянским царём Трдатом I (66—88 гг.) в 77 г., о чём свидетельствует обнаруженная в 1945 году в поселке Гарни надпись на греческом языке:

«Гелиос! Трдат Великий, Великой Армении (Μεγαλη Αρμενια) государь, когда властитель построил агарак царице (и) эту неприступную крепость в год одиннадцатый своего царствования…»

Об этой надписи имеются упоминания у Мовсеса Хоренаци, который приписывал её, как и перестройку крепости, Трдату III Великому (286—330 г.). В настоящее время её относят к Трдату I. Вероятно, храм был посвящен богу Мгеру.
Храм входил в застройку внутреннего пространства крепости Гарни. Крепость Гарни начали строить ещё во II веке до нашей эры и продолжали застраивать в течение античной эпохи и частично в средние века. В конечном итоге армянские правители сделали её неприступной. Цитадель защищала жителей от иноземных нашествий более 1000 лет.
Армянские цари любили это место — и не только из-за её неприступности, но и по причине хорошего климата — и превратили его в свою летнюю резиденцию. В стратегическом отношении местоположение Гарни было выбрано чрезвычайно удачно. Согласно найденной на территории Гарни урартской клинописи, крепость эта была завоевана урартским царем Аргишти в первой половине VIII века до нашей эры. Затем тот собрал население местности вокруг Гарни в качестве рабочей силы и направился в сторону современного Еревана, где построил крепость Эребуни, впоследствии ставшую Ереваном.
«Путеводитель по Кавказу» (1888) отмечал, что местное население называло развалины храма —Тахт-Трдат (Трон Трдата)

## Античный храм и дворцовый комплекс

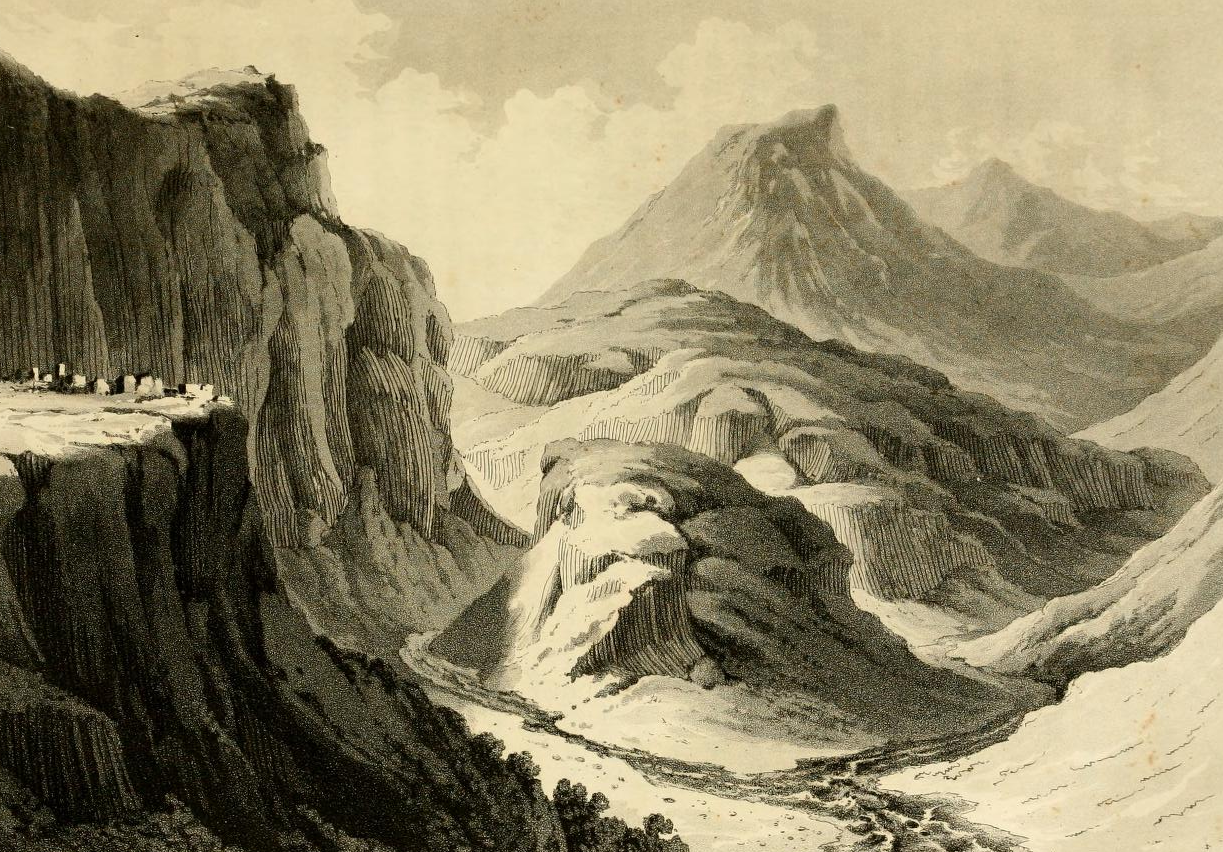
Рисунок Роберта Кера Портера ущелья Гарни (опубликовано в 1821 году).[8] Руины храма видны на мысе слева.
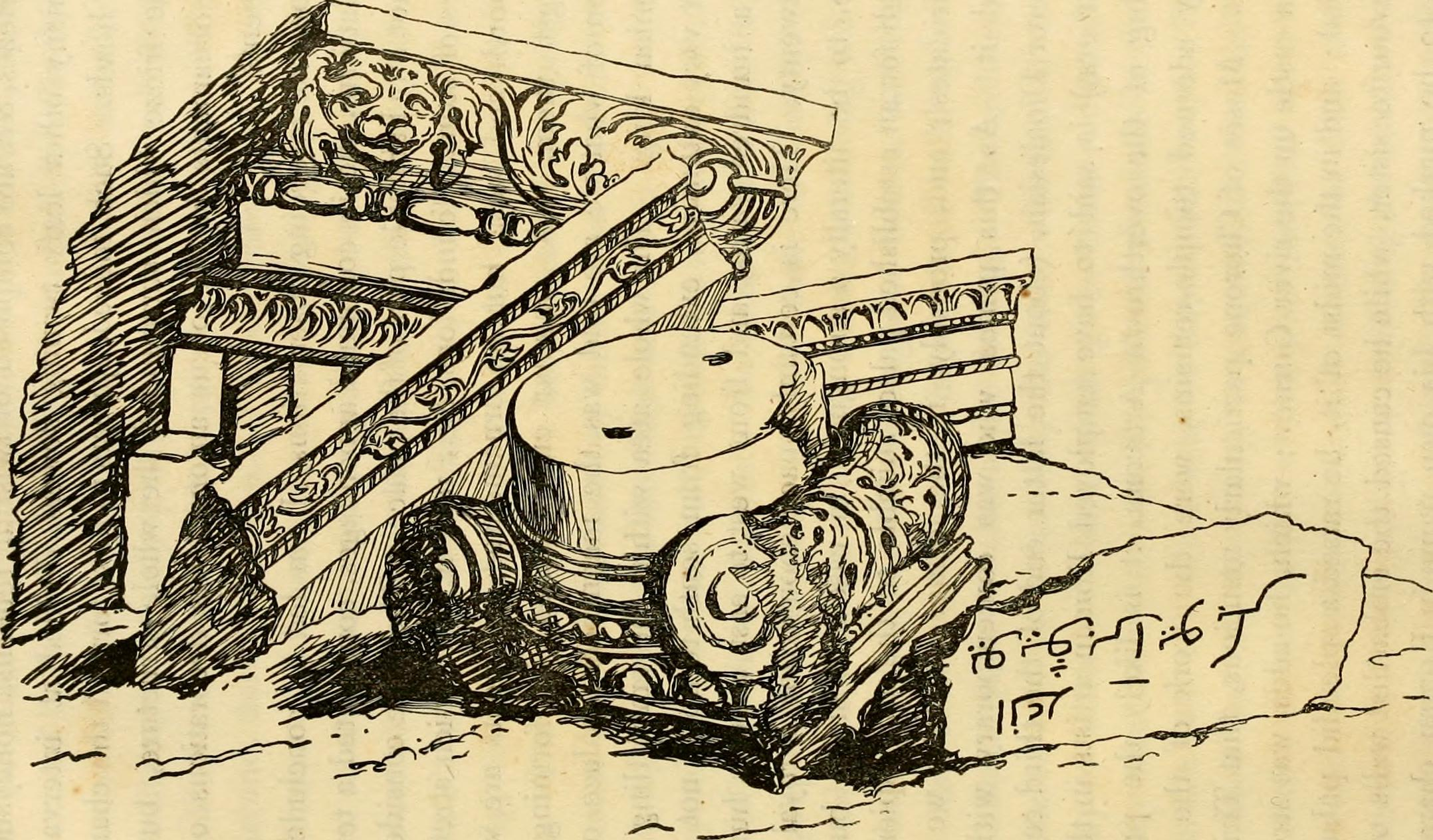
Рисунок Портера руин храма
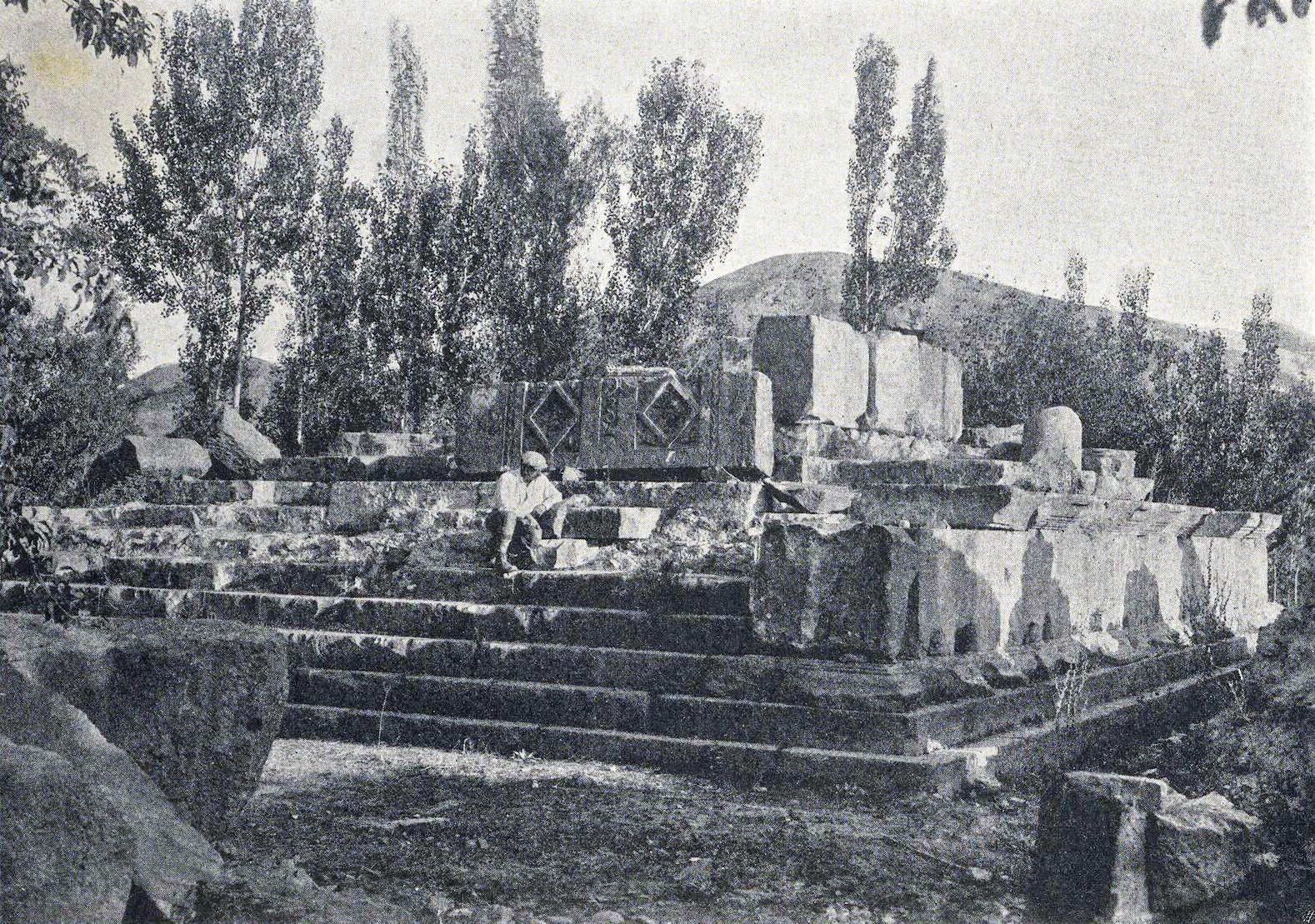
Руины храма в начале XX века (опубликовано в 1918 году)
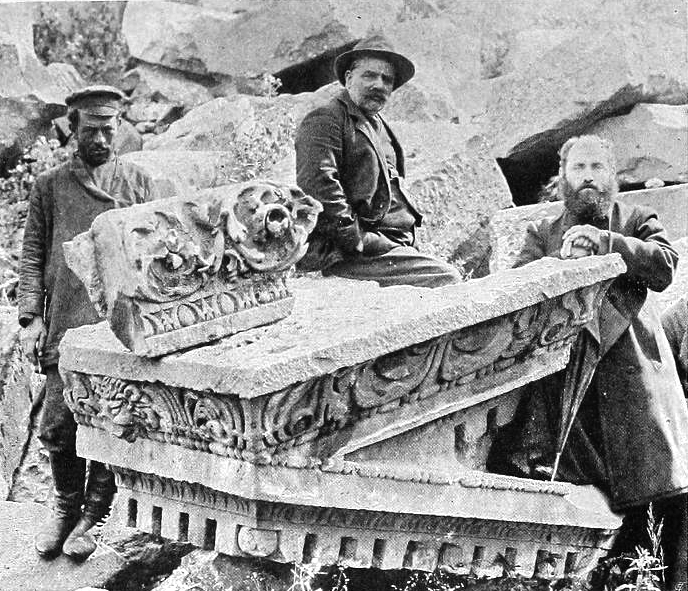
Торос Тороманян изображён сидящим на части фронтона
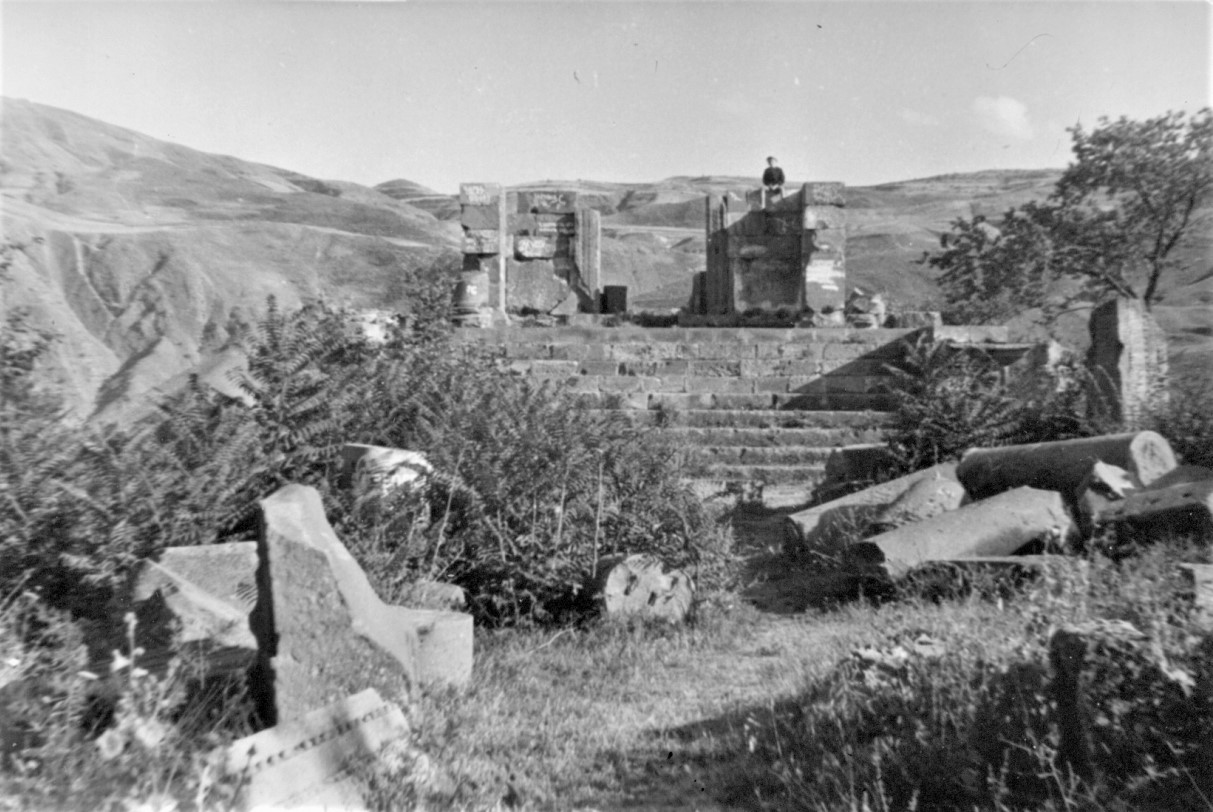
Руины храма в 1947 году
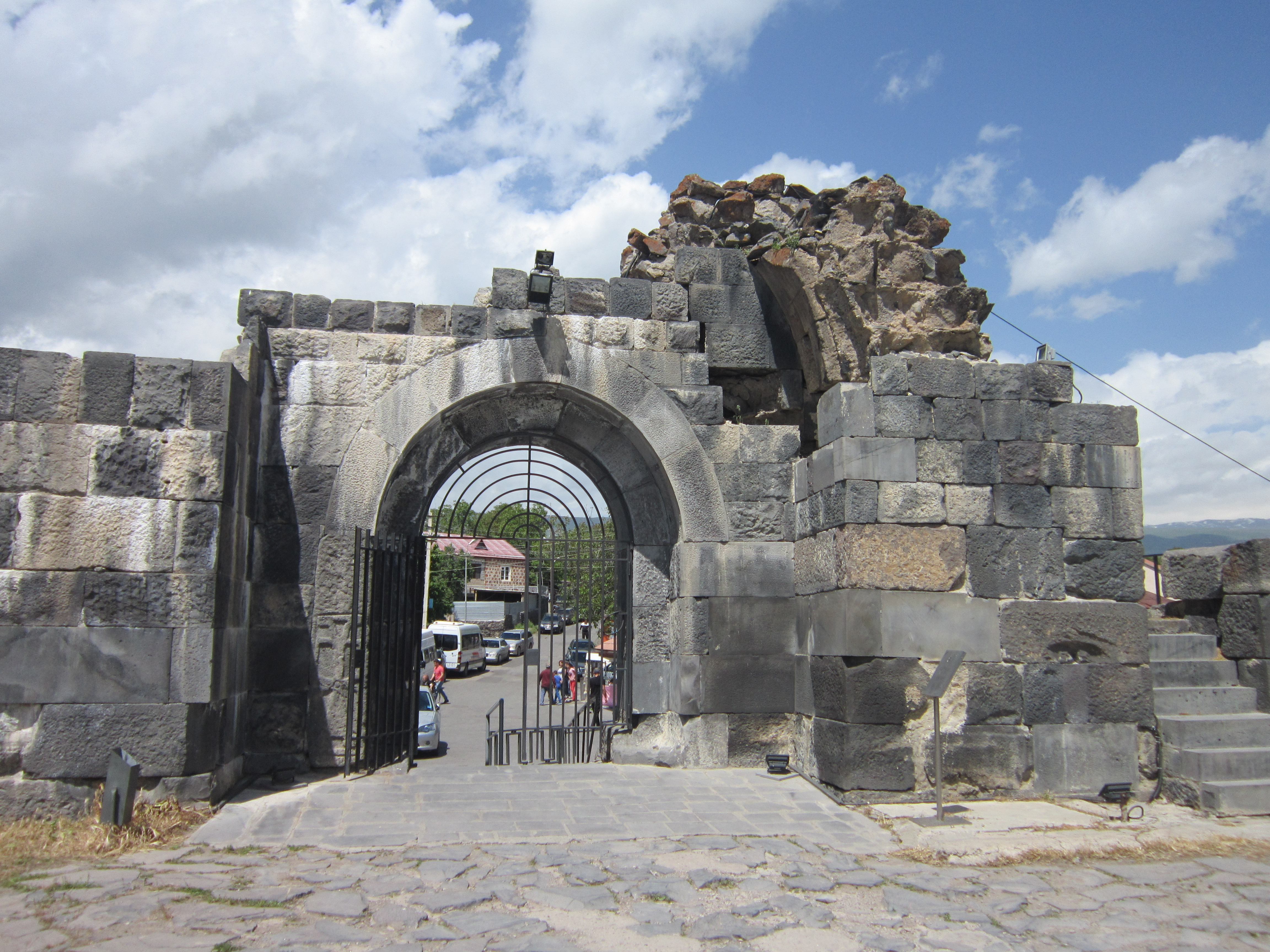
Часть крепостной стены Гарни
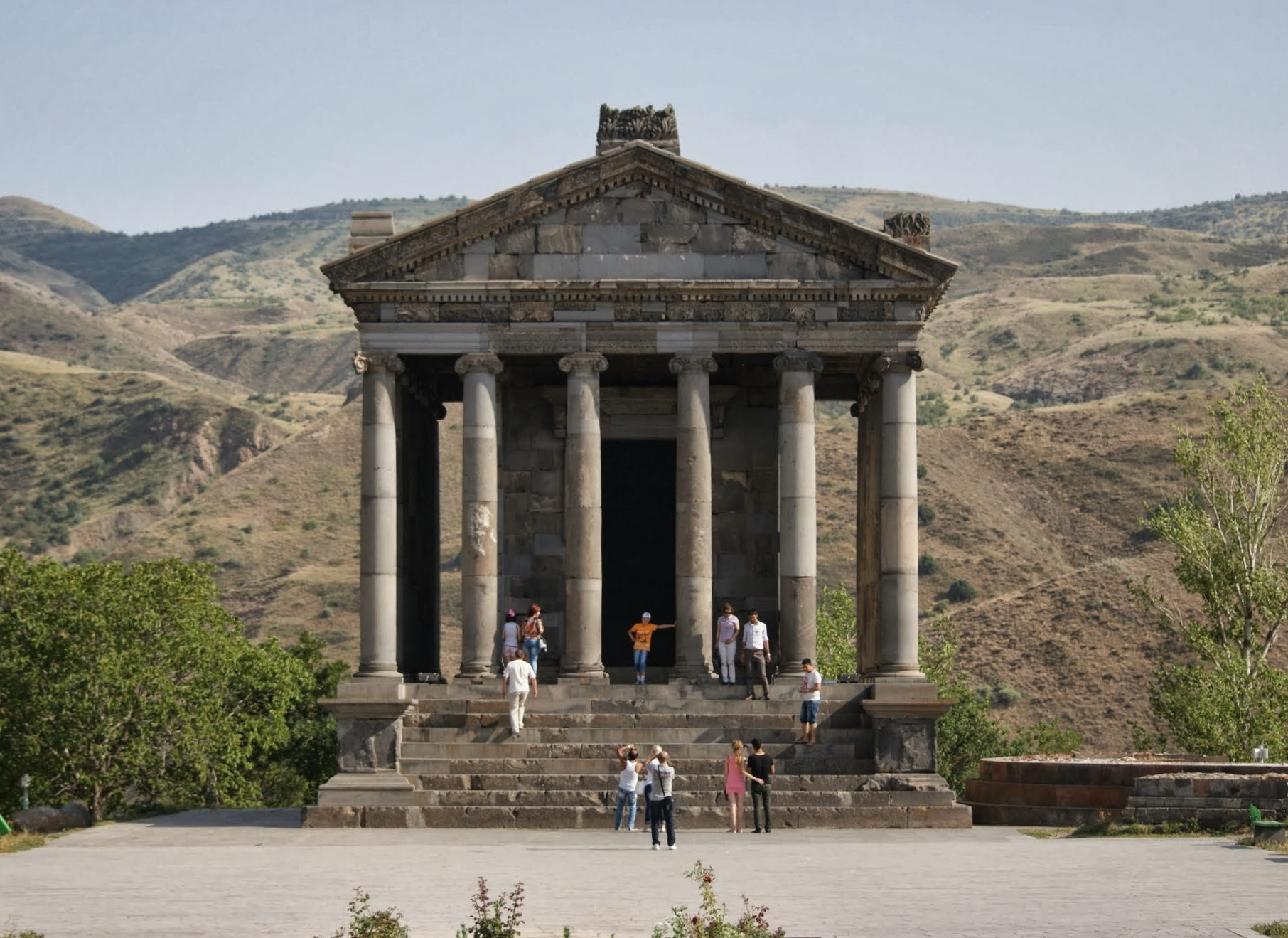
Передний план
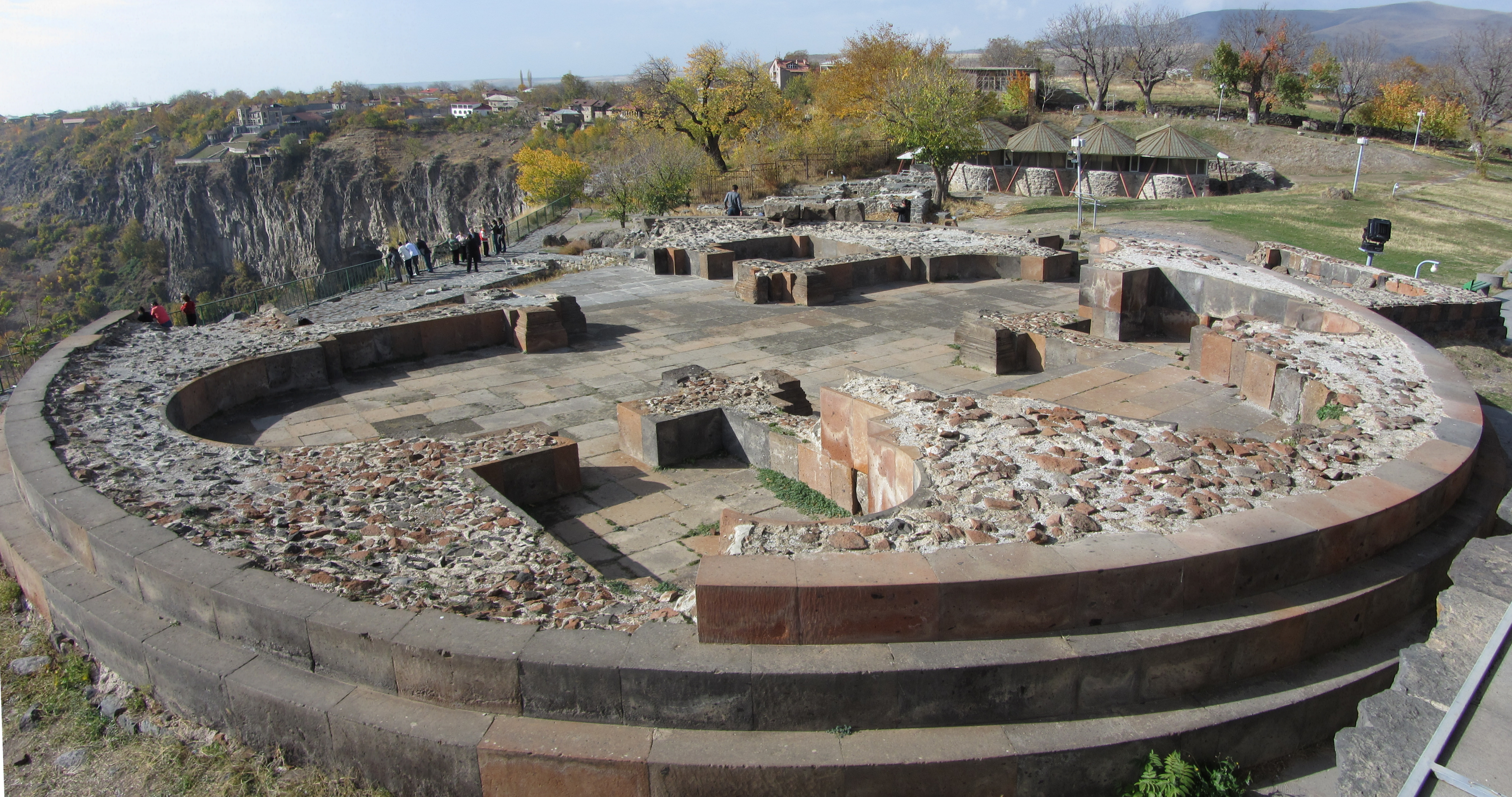
Руины церкви Святого Сиона (VII в.)
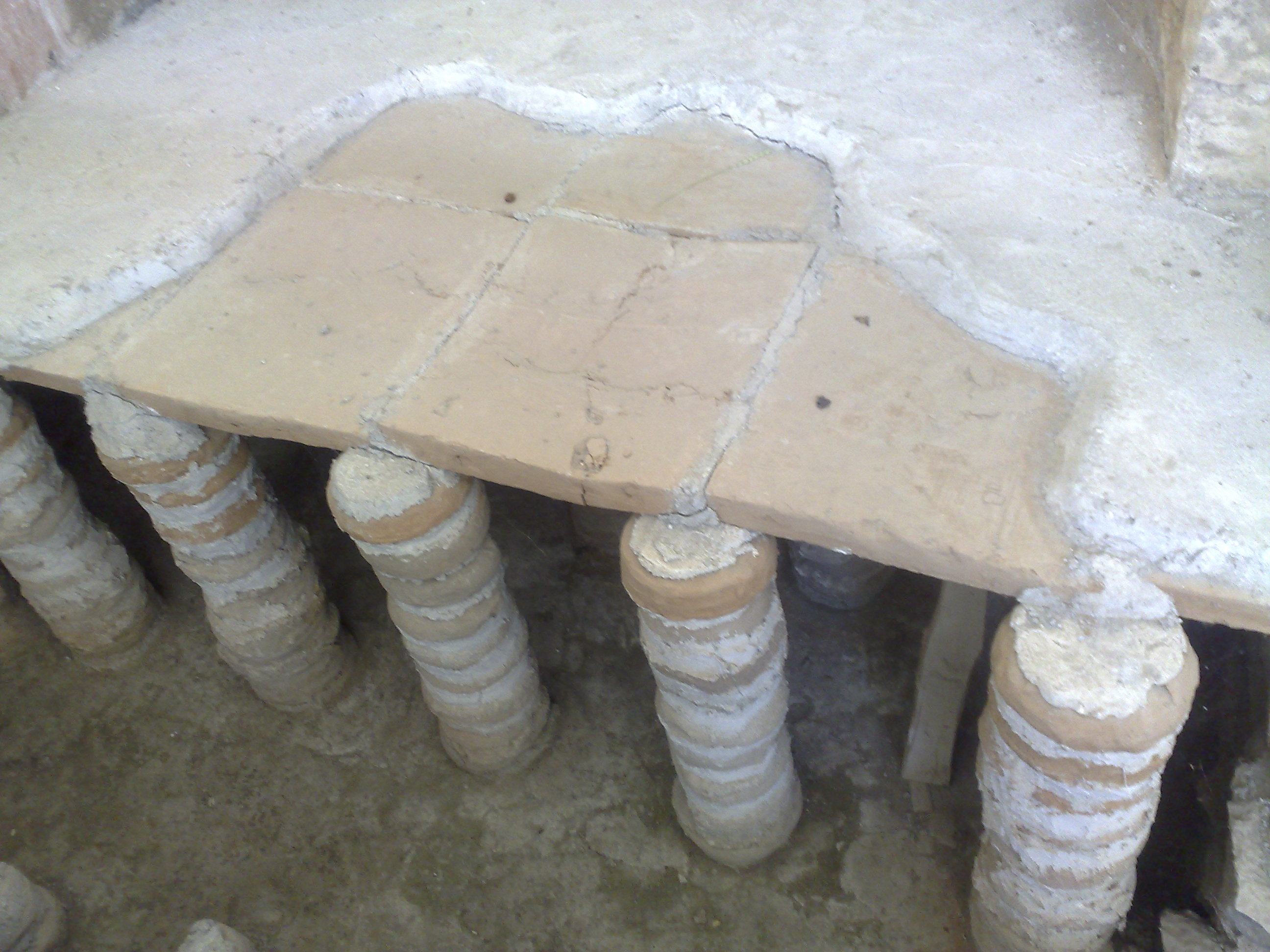
Устройство пола в бане
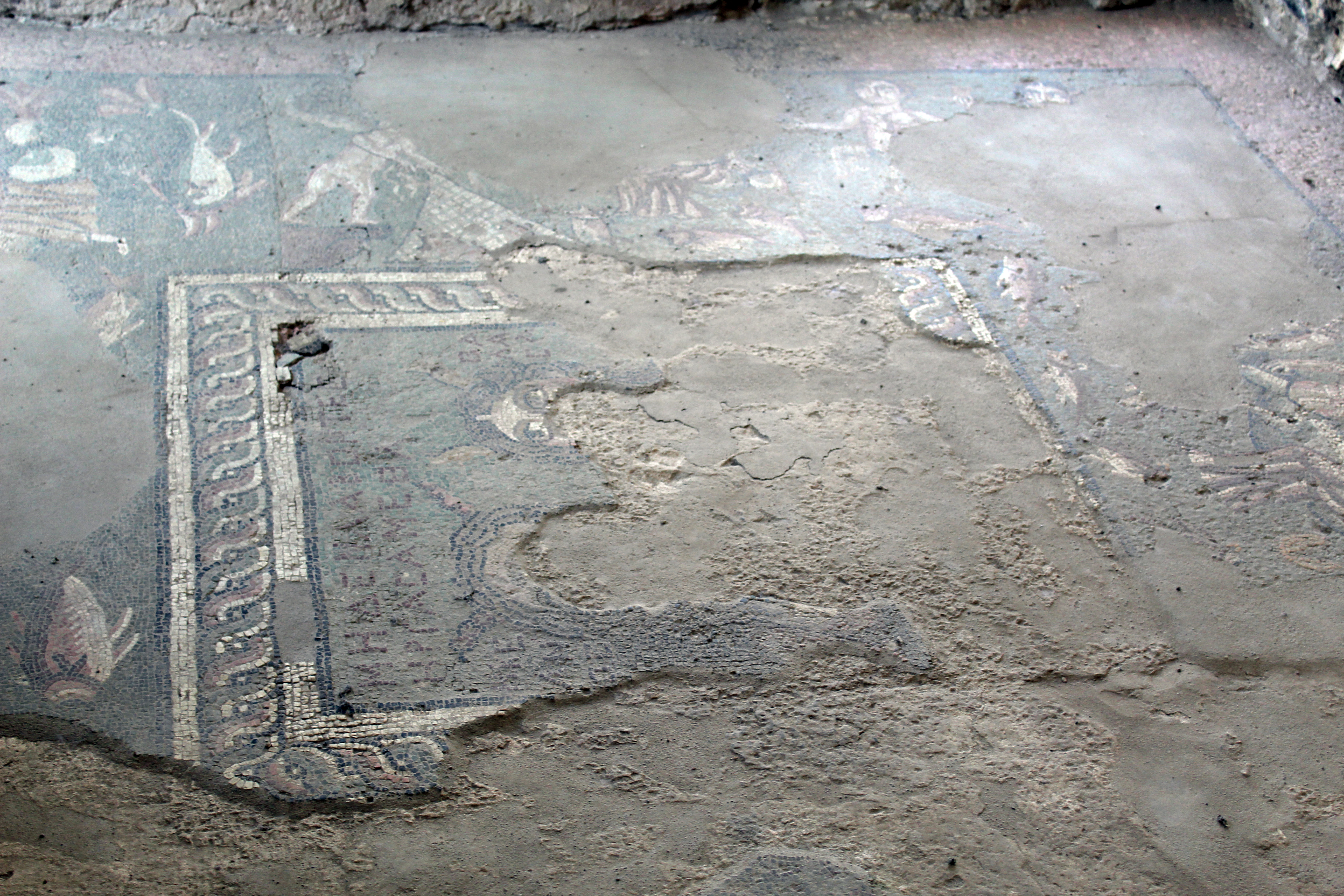
Мозаика в бане
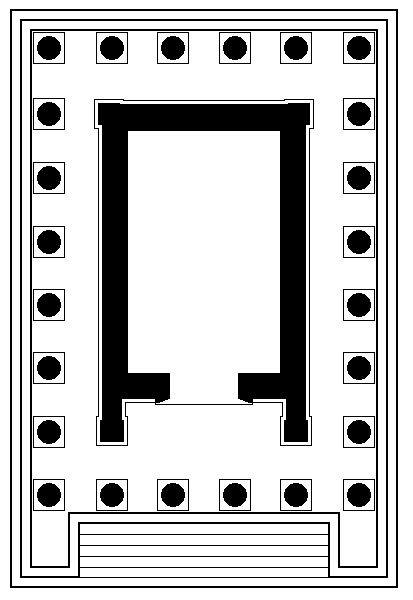
План Гарни

Храм Гарни — единственный сохранившийся на территории Армении памятник, относящийся к дохристианской эпохе и временам эллинизма.
Храм сложен из блоков гладкотесанного базальта. Камни длиной около двух метров скреплены скобами и штырями. Храм выстроен в эллинистических архитектурных формах. По всей ширине фасада тянутся девять массивных ступеней высотой 30 сантиметров, которые придают сооружению величественность и торжественность. Пилоны по сторонам лестницы украшены рельефами. На них изображены обнаженные атланты, стоящие на одном колене, с воздетыми вверх руками, поддерживающие жертвенники. Храм по своему типу является периптером. План представляет собой прямоугольный зал с портиком, снаружи он окружен колоннами. Детали храма, в отличие от единообразия, имеющего место в греко-римских сооружениях, разработаны с многообразием, присущим местному искусству. В орнаменты наряду с многочисленными вариантами акантового листа введены армянские мотивы: гранат, виноград, листья орешника, цветы. Резьба по базальту свидетельствует о первоклассной работе армянских мастеров. В прямоугольное святилище, перекрытое сводом, ведут неглубокие сени, вход украшен богато орнаментированным наличником. Размеры святилища невелики. Здесь находилась только статуя божества. Этот небольшой храм обслуживал царя и его семью.
В результате сильного землетрясения в 1679 г. храм был почти полностью разрушен, его восстановили в 1966—1976 г. Возле храма сохранились остатки древней крепости и царского дворца, а также здание бани, сооружённое в III веке. Дворцовый комплекс находился на южной, удаленной от входа, части крепости. На северной же крепостной территории размещались царское войско и обслуживающий персонал. К западу от храма, у края обрыва, помещался парадный зал. С севера к нему примыкал двухэтажный жилой корпус. Сохранившиеся на штукатурке следы розовой и красной краски напоминают о богатом убранстве жилых и парадных покоев дворца. Здание бани включало не менее пяти помещений различного назначения, из которых четыре имели по торцам апсиды. Полы украшены эллинистической мозаикой.
В XIX веке развалины храма привлекали к себе внимание многочисленных ученых и путешественников, таких как Шарден, Мориер, Кер-Портер, Телфер, Шантр, Шнаазе, Марр, Смирнов, Романов, Буниатян, Тревер, Манандян. Французский учёный Дюбуа де Монпере в 1834 году попытался с приблизительной точностью сделать проект реконструкции храма. В конце XIX века возникла идея перевезти все детали храма в Тифлис — центр Кавказского наместничества и сложить перед дворцом царского наместника. К счастью, эта затея провалилась из-за отсутствия соответствующих средств перевозки.
В начале XX века проводились археологические работы по обнаружению деталей и обмерам храма небольшой экспедицией под руководством Н. Я. Марра.
В начале 30-х годов главный архитектор Еревана Н. Г. Буниатян обследовал Гарнийский храм и уже в 1933 году дал проект реконструкции его первоначального вида. Вопрос восстановления языческого храма в Гарни интересовал и академика И. А. Орбели.
В середине 1960-х годов работы по восстановлению были поручены архитектору А. А. Саиняну. Через несколько лет кропотливой работы гарнийский храм был полностью восстановлен в 1976 году. Историко-культурный комплекс «Гарни» удостоен премии ЮНЕСКО-Греция 2011 года им. Мелины Меркури.

## Крепость Гарни

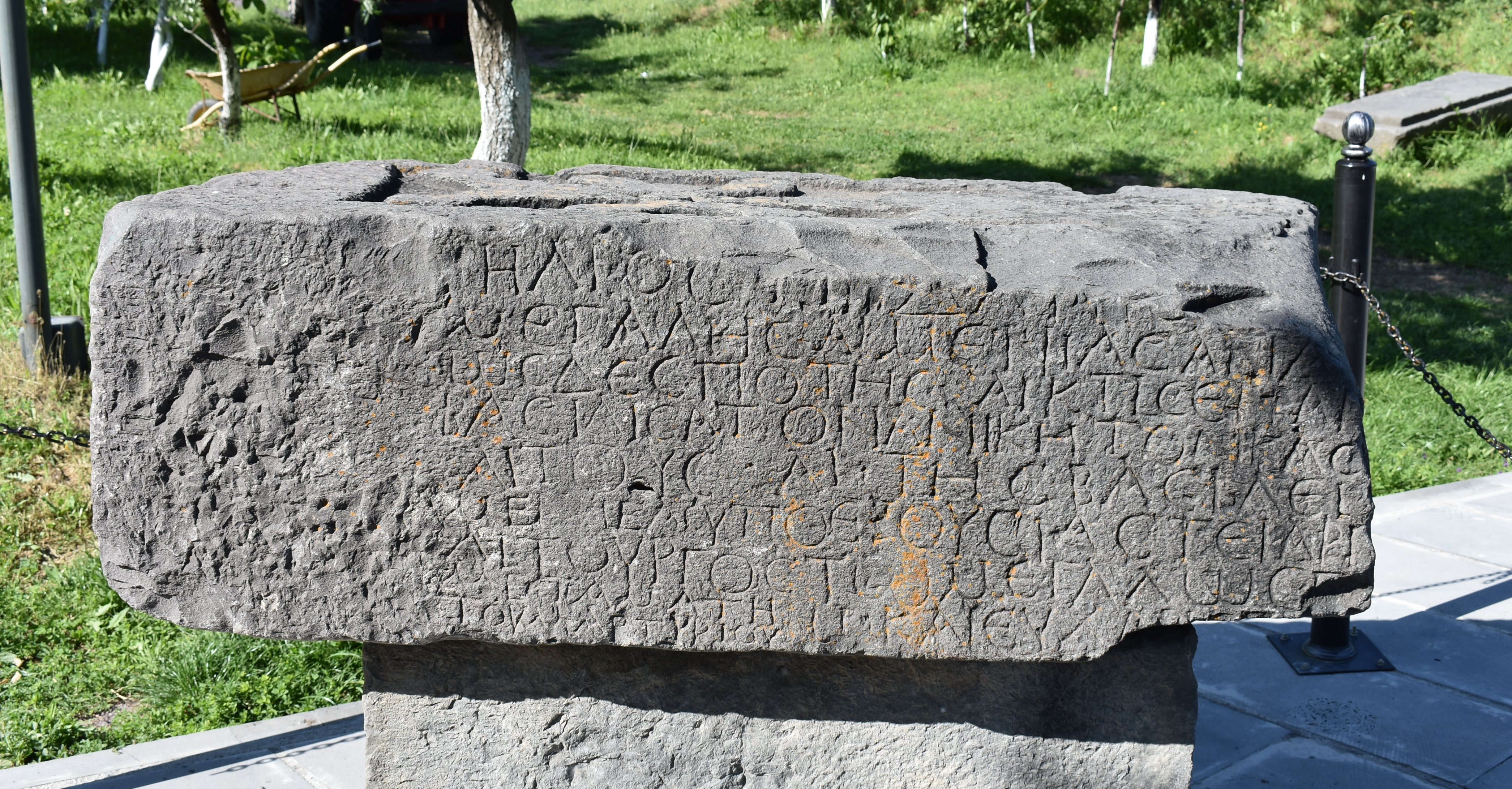
Греческая надпись царя Великой Армении Тиридата I

Крепость Гарни занимает господствующий над прилегающей местностью треугольный мыс. Река Азат огибает его с двух сторон, образуя глубокое ущелье. Отвесные склоны служат неприступным естественным рубежом. В остальной части крепости создана мощная оборонительная система —  крепостная стена с четырнадцатью башнями.
Как крепостные стены, так и башни построены из больших глыб местного голубоватого базальта, без раствора и соединены железными скобами, углы соединения залиты свинцом. Крепостные стены имеют толщину 2,07-2,12 м и длину по всему периметру (вместе с башнями) 314,28 м. В отдельных местах сохранилось 12-14 рядов высотой до 6-7 м. Внутрь крепости можно было попасть лишь через одни ворота шириной с одну колесницу.
На том участке, где подход к крепости был осложнён природными условиями, башен меньше, они поставлены на расстоянии 25-32 м друг от друга. А там, где противник мог сравнительно беспрепятственно подойти к стенам, башни возведены чаще и находятся на расстоянии 10-13,5 м друг от друга. Башни имели прямоугольную форму. На Армянском нагорье прямоугольные башни существовали ещё с урартских времен.
Ущелье реки Азат примечательно своими, кажущимися искусственными склонами, которые состоят из правильных шестигранных базальтовых призм. Последние тянутся от подножья до верха ущелья и имеют название «Симфония камней».

## Галерея

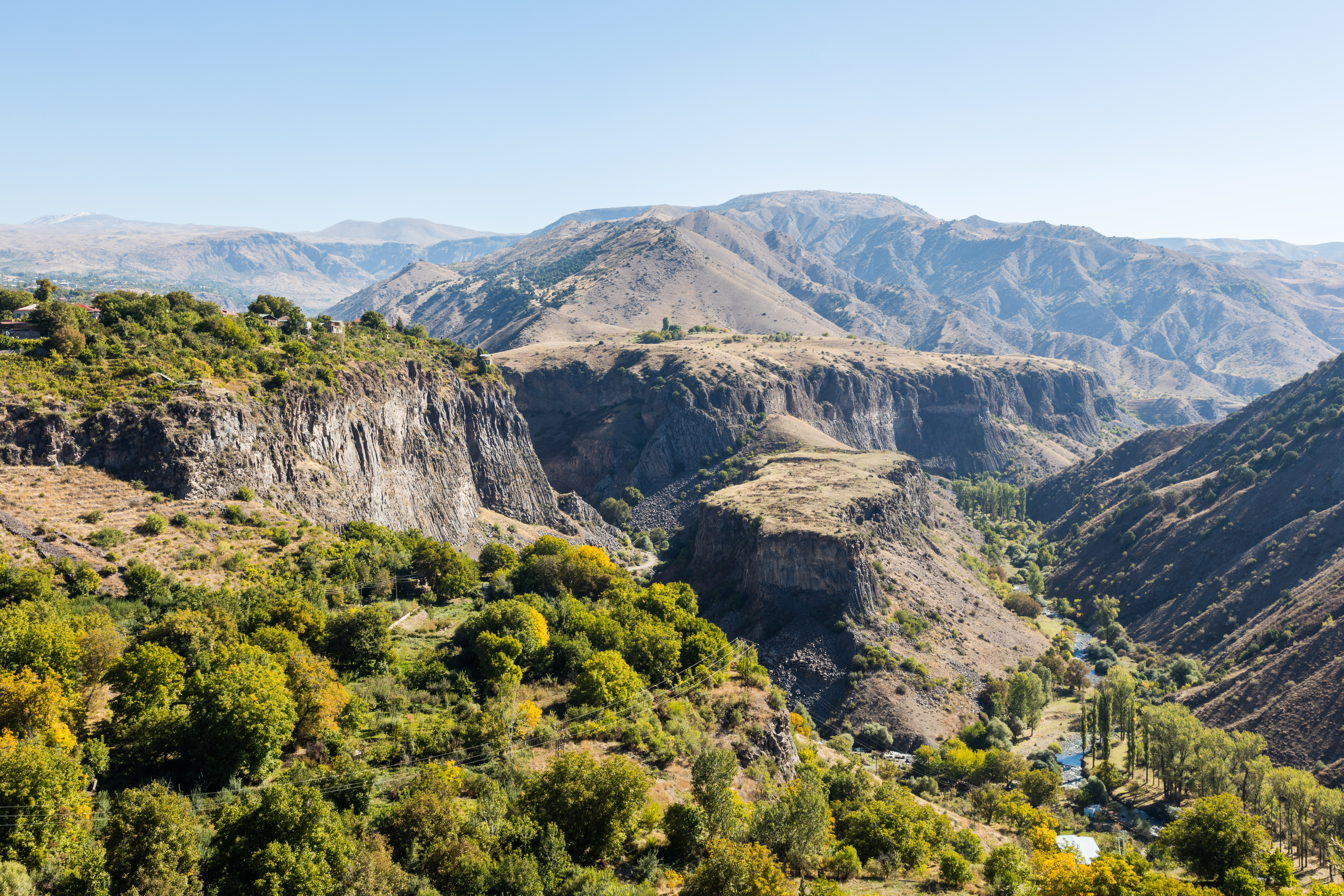
Вид со ступеней храма
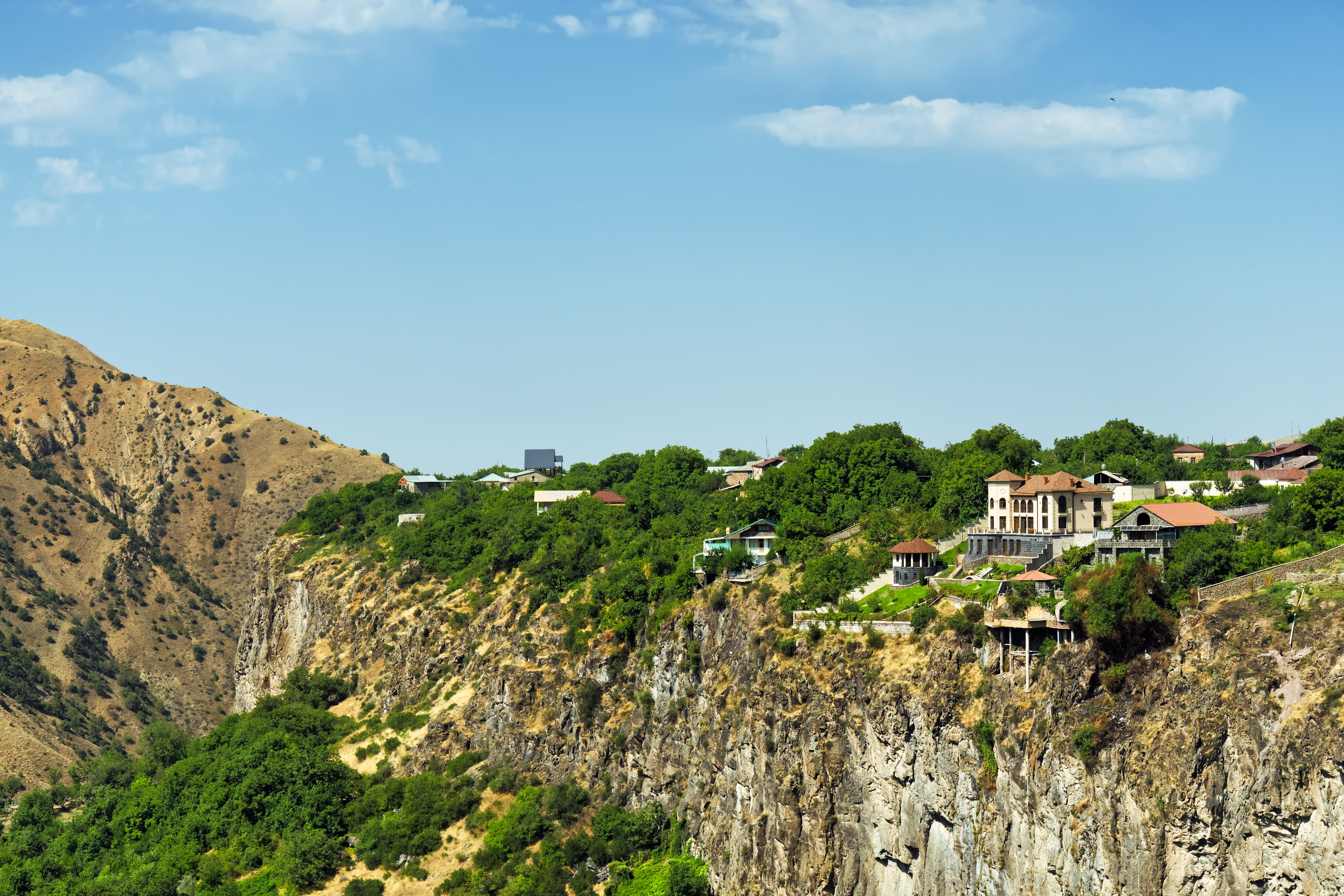
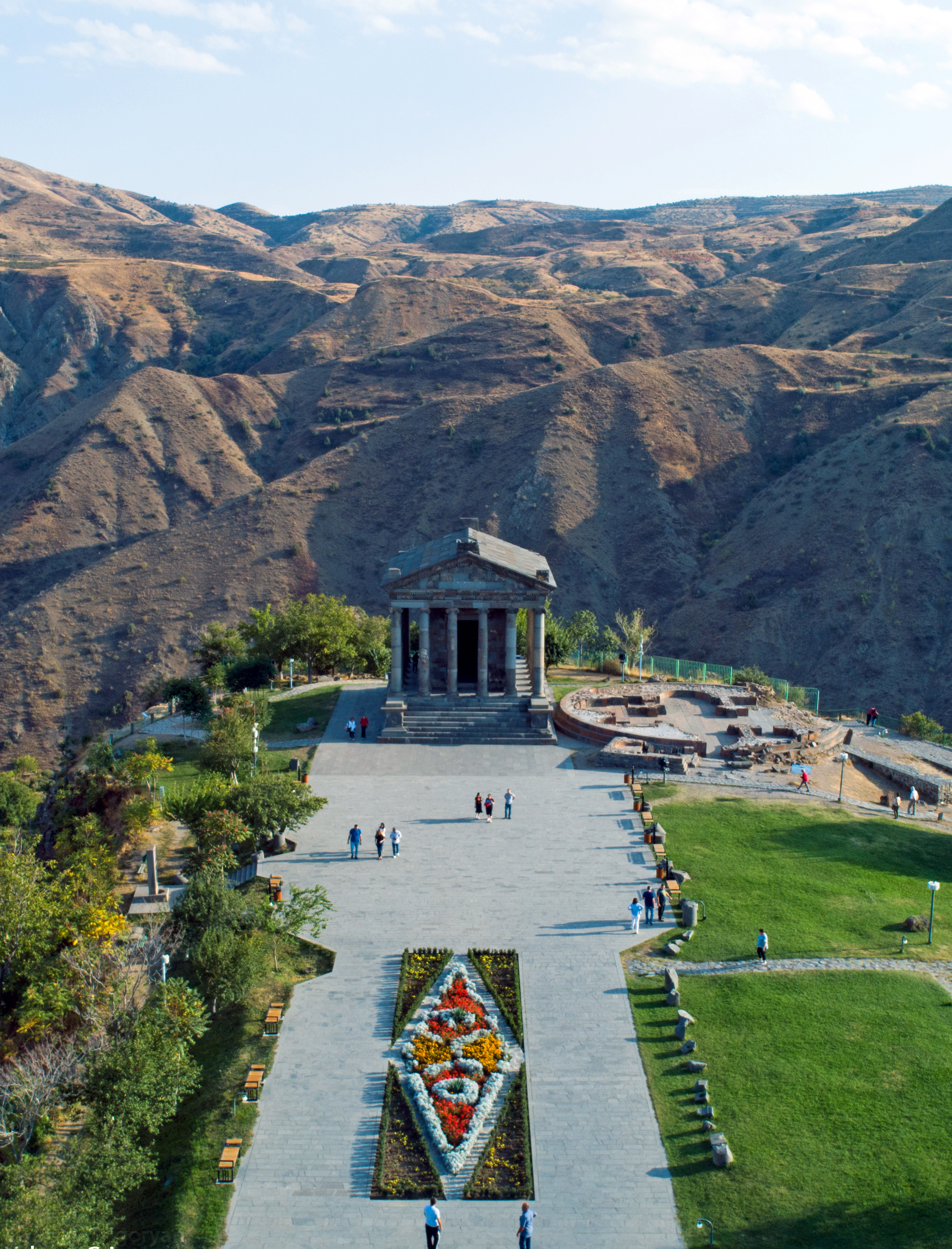
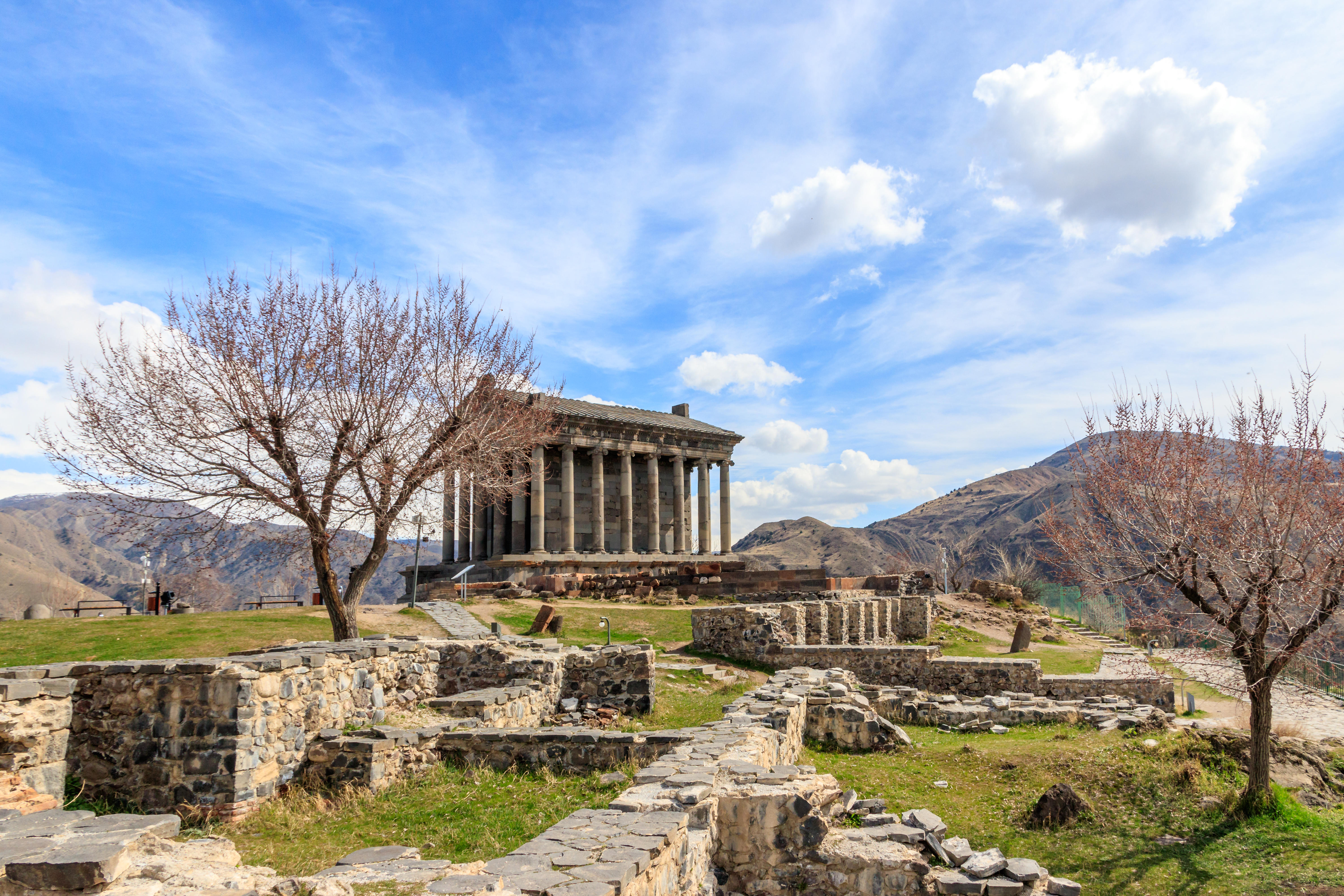
Храм и руины построек в 2018 году
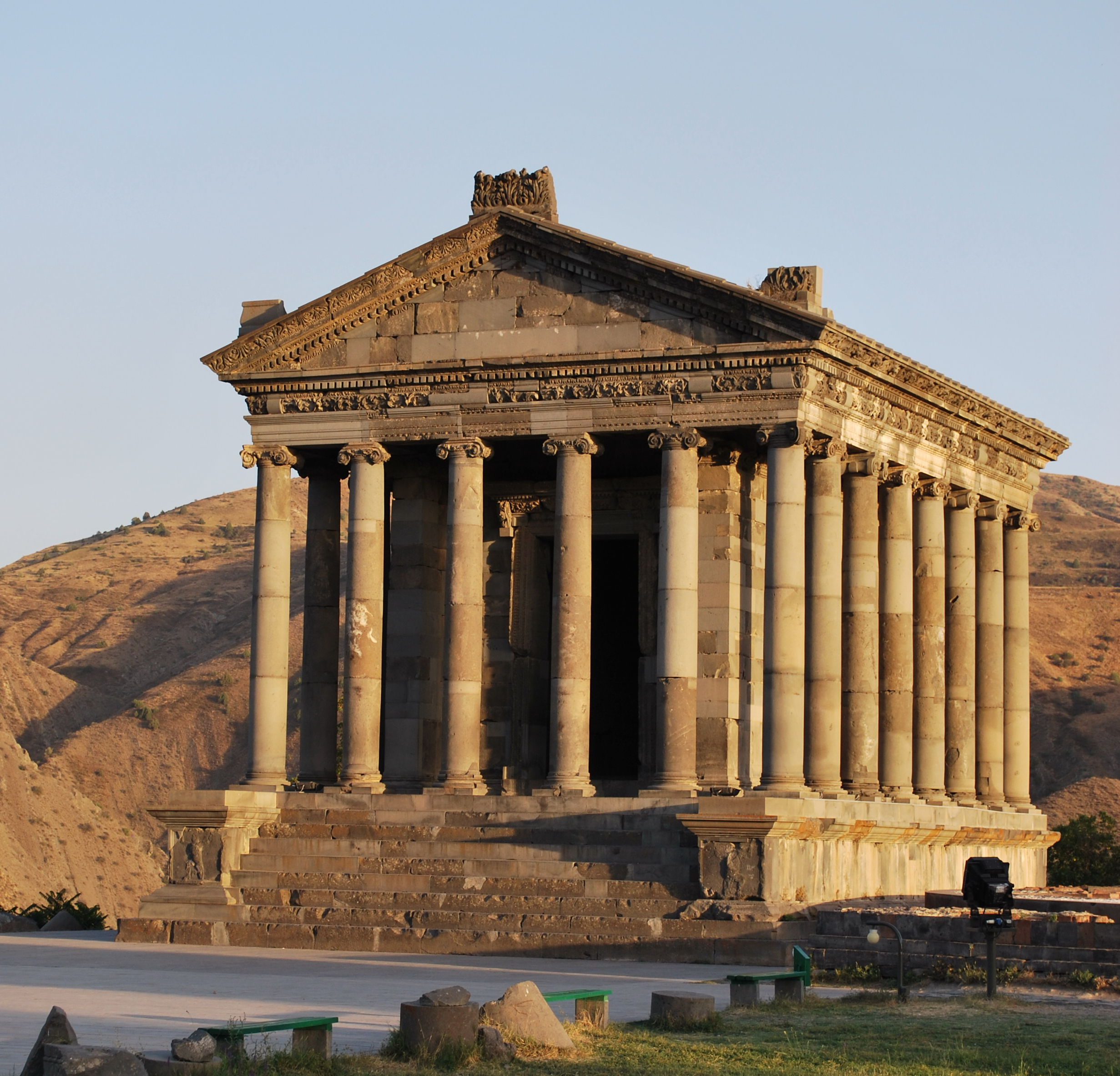
Храм в 2013 году
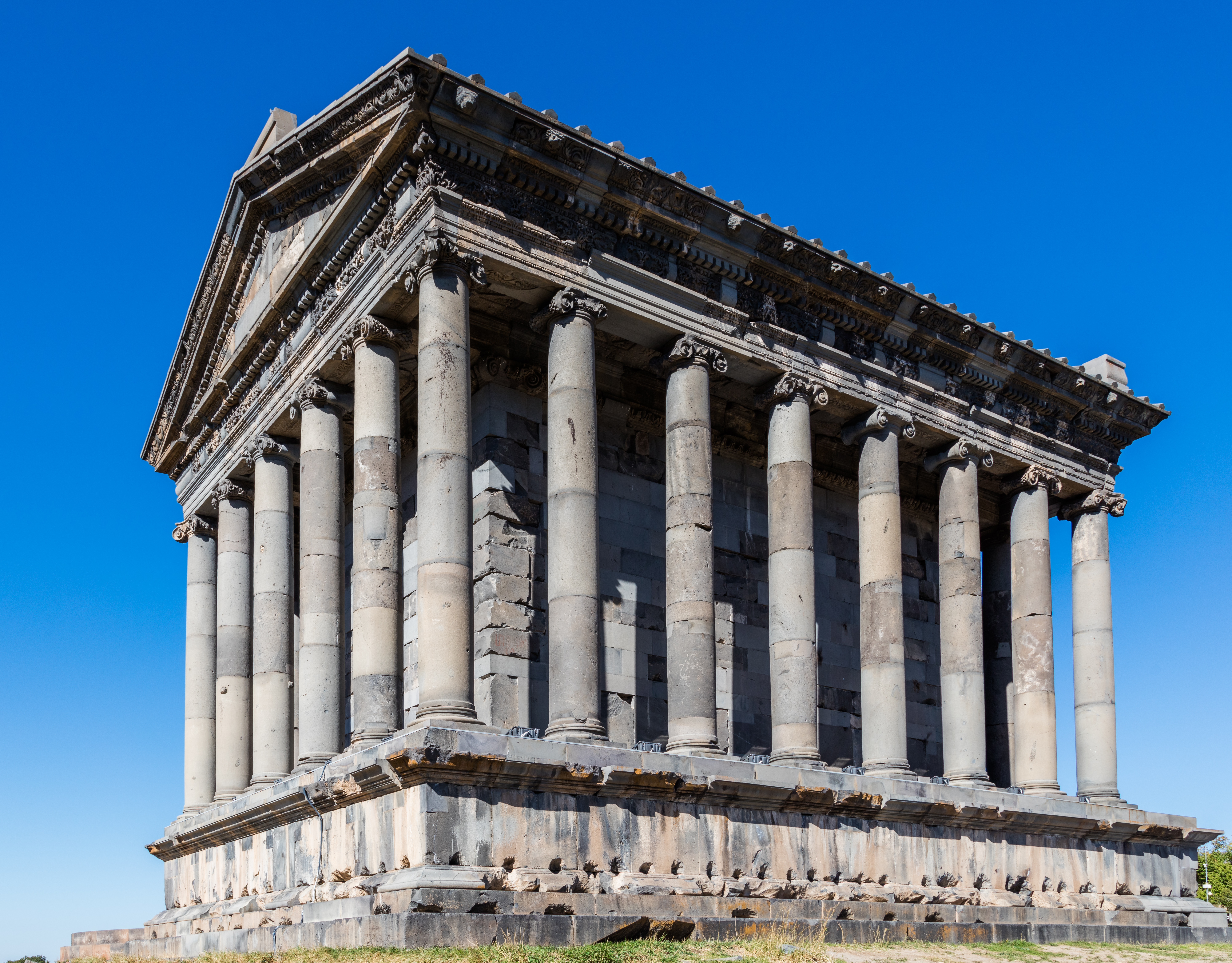
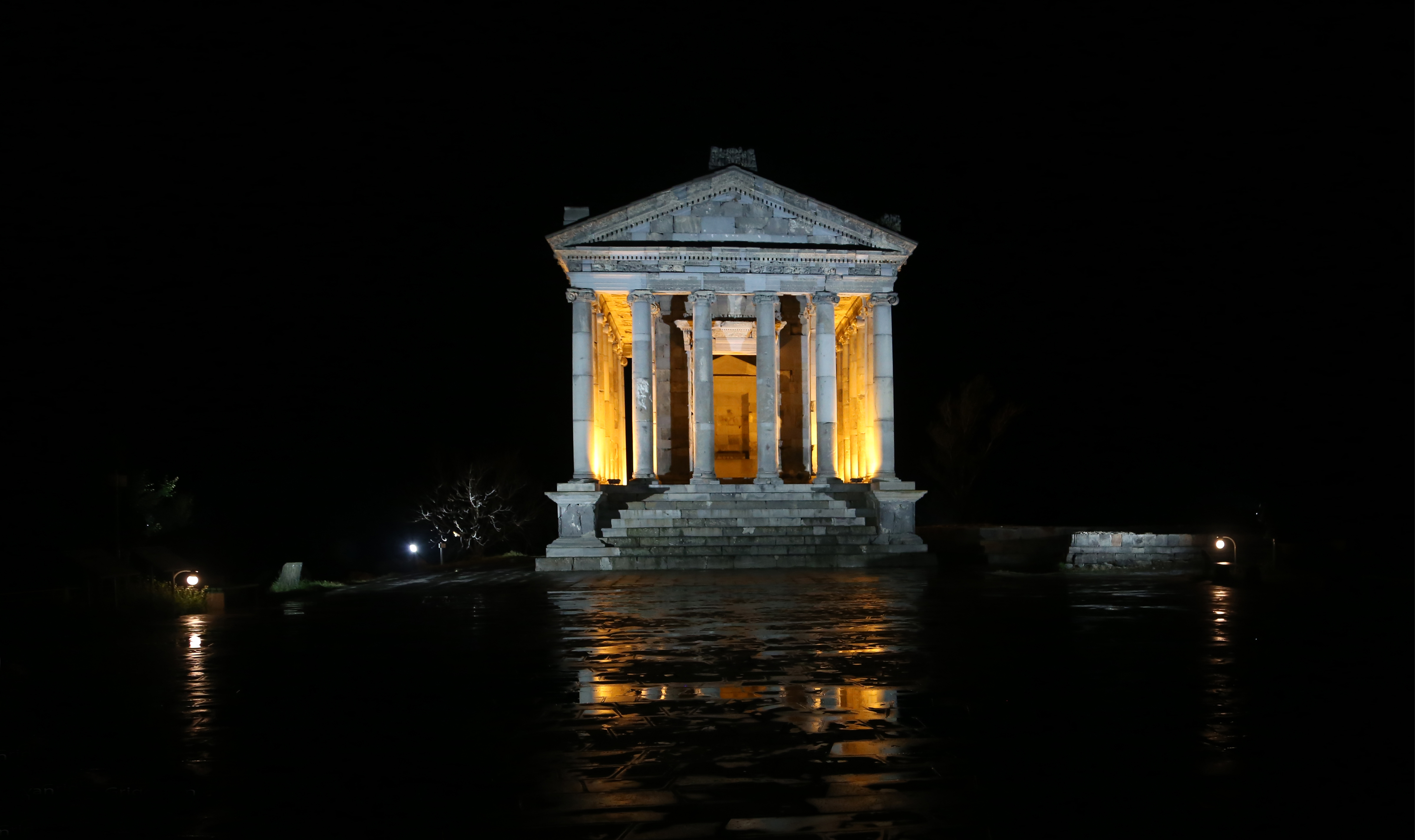
Ночью
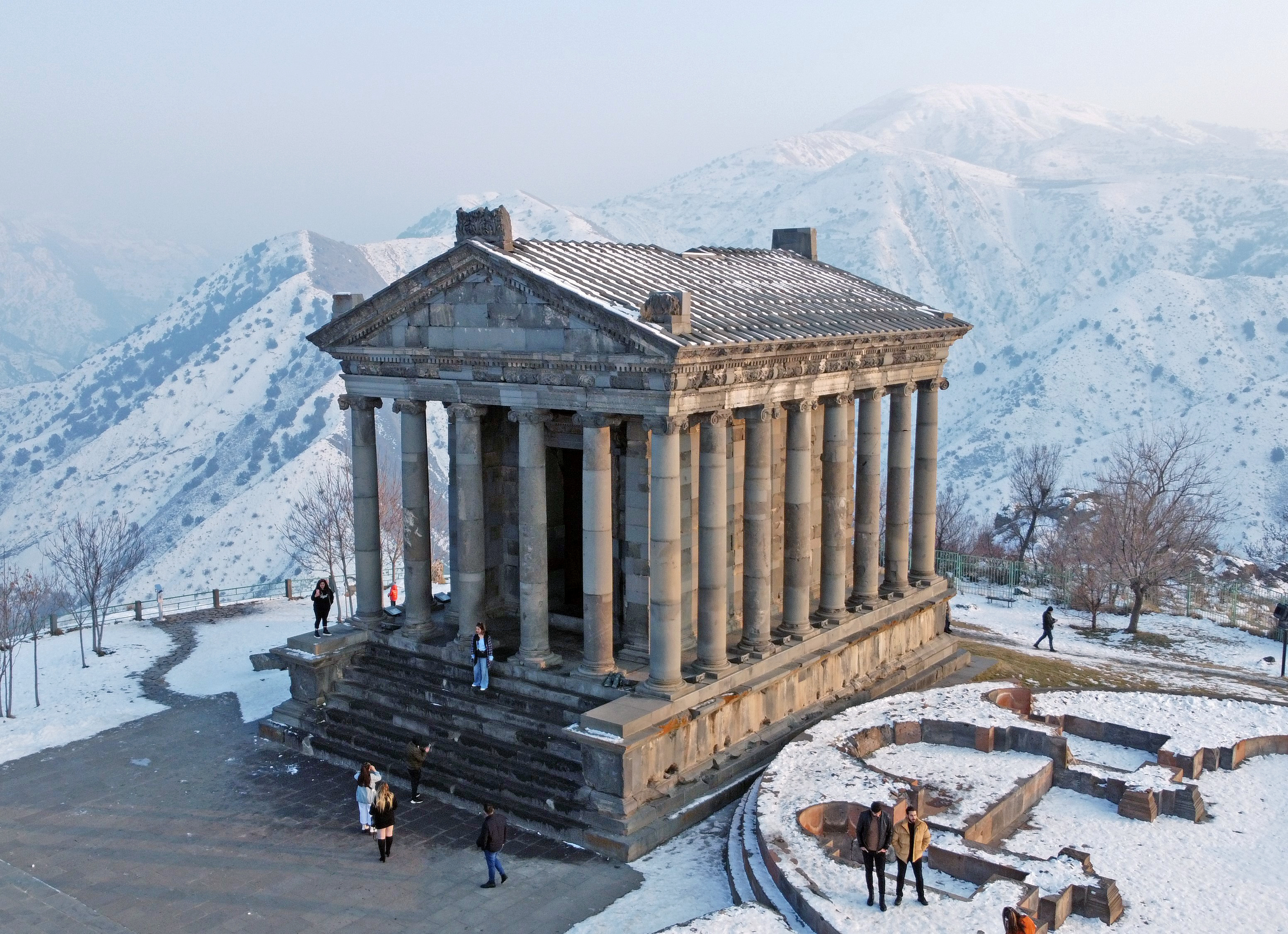
Зимой, 2021 год
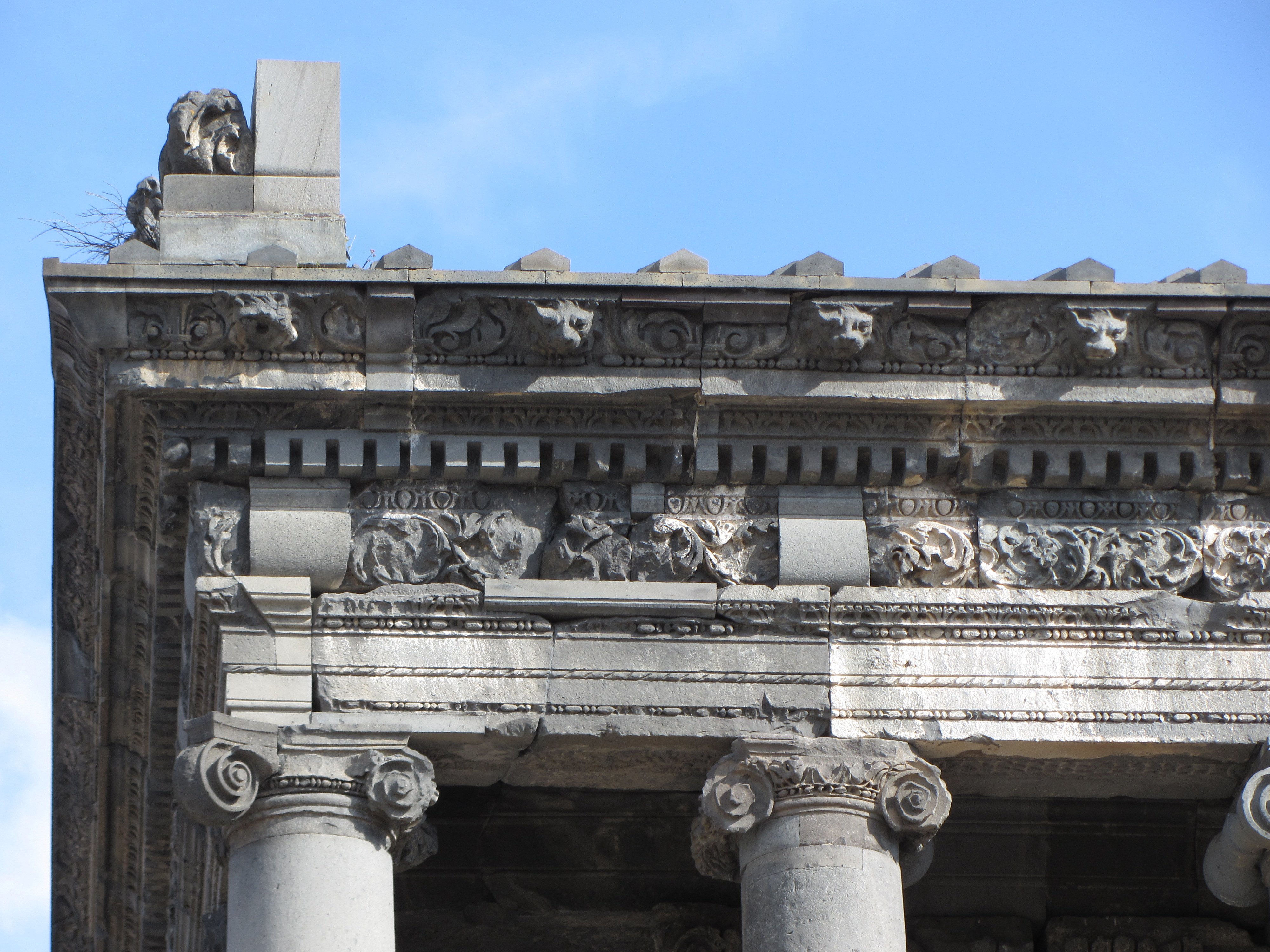
Фрагмент фриза
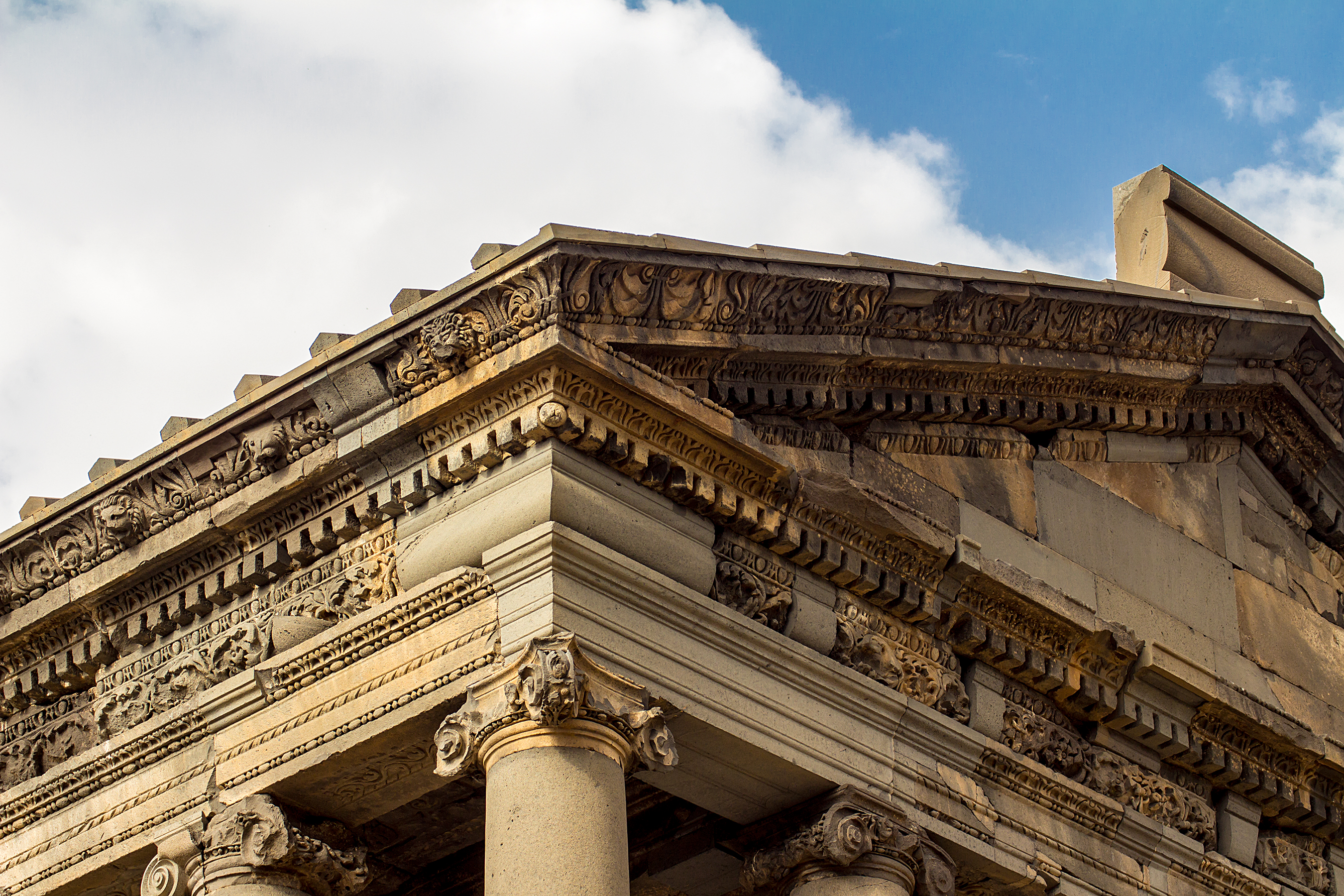
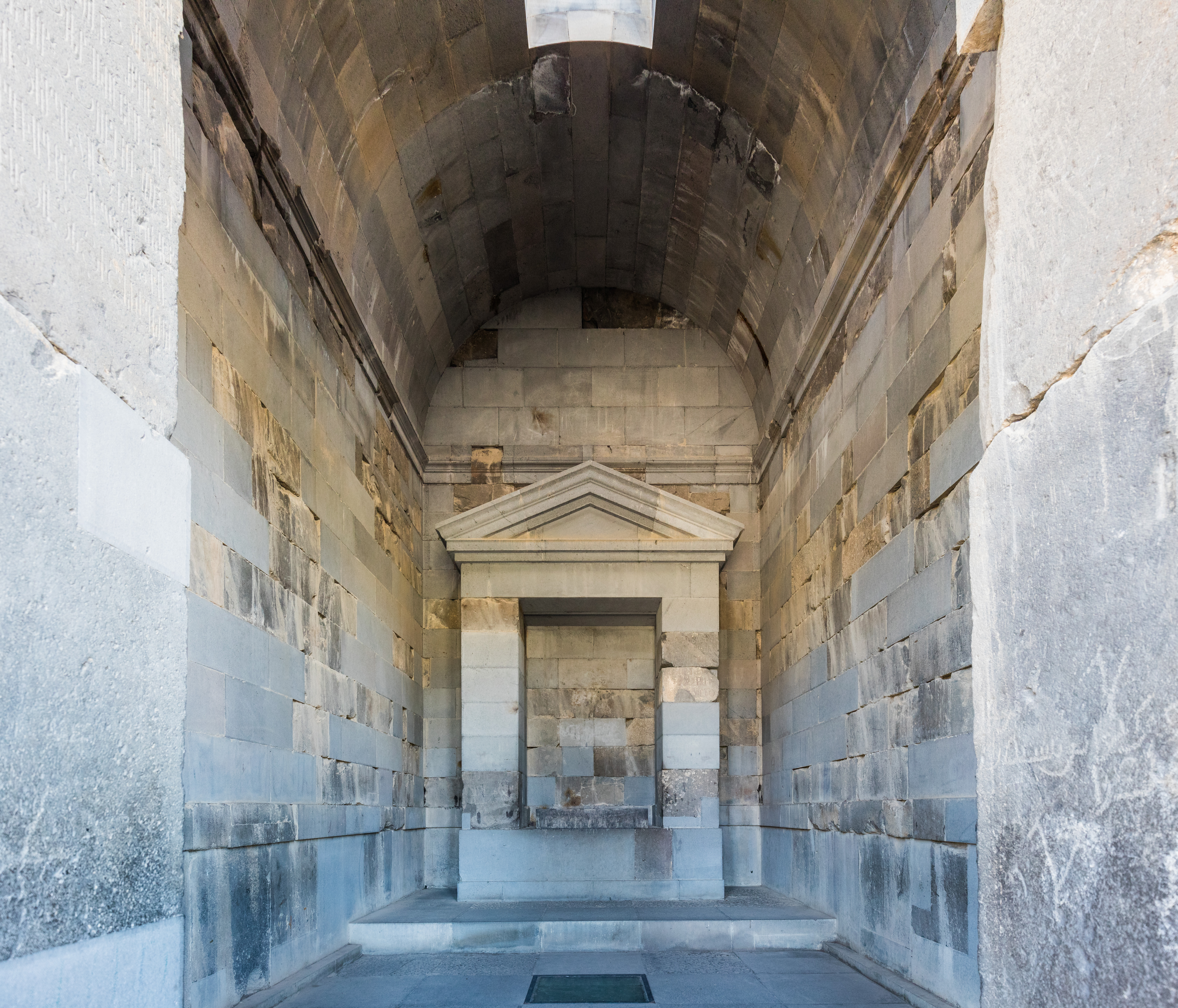
Целла
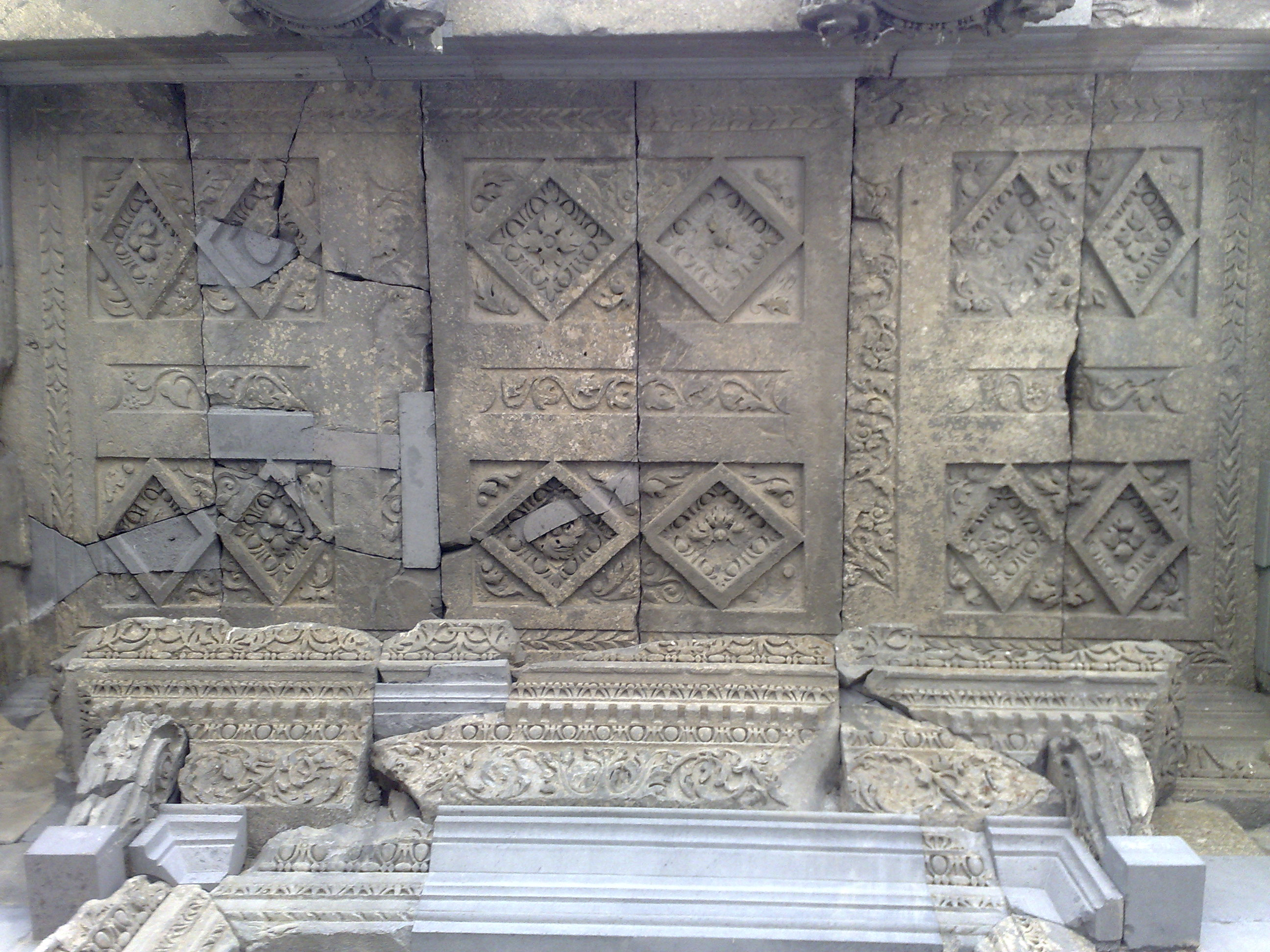
Фрагмент орнамента